# تازه‌آباد خاچکین
تازه‌آباد خاچکین روستایی در دهستان اشکیک بخش چوکام از بخشهای تابعه ی شهرستان خمام استان گیلان ایران است.
بیش از ۷۰٪ اراضی خاچکین در سالهای اخیر به محدوده شهری شهر خمام الحاق شده و جزء شهر محسوب می‌شوند، به عبارت دیگر، جای آنکه خاچکین را یکی از روستاهای توابع خمام بشناسیم باید آنرا یکی از محله‌های ضمیمهٔ شهر خمام برشماریم.

## جمعیت
بر پایه سرشماری عمومی نفوس و مسکن در سال ۱۳۹۵ جمعیت این روستا ۵۶۶ نفر (۲۰۴خانوار) بوده‌است.